# Leiocephalus
Thằn lằn đuôi quăn là tên gọi phổ biến để chỉ các loài thằn lằn thuộc họ Leiocephalidae phân bố rộng khắp trong khu vực Caribe nhưng lại chưa được nghiên cứu nhiều. Trước đây, các loài thằn lằn này được coi là thuộc phân họ Leiocephalinae của họ Tropiduridae nghĩa rộng. Tại thời điểm tháng 10 năm 2014 người ta công nhận 29 loài trong 1 chi duy nhất Leiocephalus là thuộc về họ Leiocephalidae.

## Các loài
Chi Leiocephalus
- Leiocephalus altavelensis: Thằn lằn đuôi quăn Alto Velo
- Leiocephalus anonymous
- Leiocephalus apertosulcus
- Leiocephalus barahonensis: Thằn lằn đuôi quăn bụng cam
- Leiocephalus carinatus: Thằn lằn đuôi quăn Cuba hay thằn lằn đuôi quăn miền bắc
  - Leiocephalus carinatus aquarius
  - Leiocephalus carinatus armouri: Thằn lằn đuôi quăn Tiểu Bahama
  - Leiocephalus carinatus cayensis
  - Leiocephalus carinatus coryi: Thằn lằn đuôi quăn vảy cưa
  - Leiocephalus carinatus granti: Thằn lằn đuôi quăn Cayman Brac
  - Leiocephalus carinatus hodsoni
  - Leiocephalus carinatus labrossytus
  - Leiocephalus carinatus microcyon
  - Leiocephalus carinatus mogotensis
  - Leiocephalus carinatus varius: Thằn lằn đuôi quăn Đại Cayman
  - Leiocephalus carinatus virescens
  - Leiocephalus carinatus zayasi
- Leiocephalus cubensis: Thằn lằn đuôi quăn Cuba
- Leiocephalus cuneus: Thằn lằn đuôi quăn Antigua
- Leiocephalus endomychus: Thằn lằn đuôi quăn Hinche
- Leiocephalus eremitus: Thằn lằn đuôi quăn Navassa
- Leiocephalus etheridgei: Thằn lằn đuôi quăn Etheridge
- Leiocephalus greenwayi: Thằn lằn đuôi quăn Đông Plana
- Leiocephalus herminieri: Thằn lằn đuôi quăn Martinique
- Leiocephalus inaguae: Thằn lằn đuôi quăn Inagua
- Leiocephalus jamaicensis: Thằn lằn đuôi quăn Jamaica
- Leiocephalus loxogrammus: Thằn lằn đuôi quăn San Salvador
- Leiocephalus lunatus: Thằn lằn đuôi quăn Santa Domingo
- Leiocephalus macropus: Thằn lằn đuôi quăn đốm hông Cuba
- Leiocephalus melanochlorus: Thằn lằn đuôi quăn Tiburon
- Leiocephalus onaneyi: Thằn lằn đuôi quăn vằn Guantanamo
- Leiocephalus personatus: Thằn lằn đuôi quăn mặt nạ Hispaniola
- Leiocephalus pratensis: Thằn lằn đuôi quăn vằn Haiti
- Leiocephalus psammodromus: Thằn lằn đuôi quăn Turks và Caicos
- Leiocephalus punctatus: Thằn lằn đuôi quăn Crooked Acklins
- Leiocephalus raviceps: Thằn lằn đuôi quăn núi
- Leiocephalus rhutidira: Thằn lằn đuôi quăn họng đen
- Leiocephalus schreibersii: Thằn lằn đuôi quăn hông đỏ
- Leiocephalus semilineatus: Thằn lằn đuôi quăn bụng nhạt
- Leiocephalus stictigaster: Thằn lằn đuôi quăn vằn Cuba
- Leiocephalus vinculum: Thằn lằn đuôi quăn Cochran[2]